# Rajd Serbii
Rajd Serbii, oryg. Serbia Rally – serbski rajd samochodowy, będący eliminacją mistrzostw Bułgarii i Serbii.

## Historia
Organizowany od 1967 roku, początkowo jako Jugoslovenski Rallye, a od 1969 jako YU Rally. Początkowo stanowił rundę mistrzostw Jugosławii, od 1972 roku był także rundą mistrzostw Europy. W 1975 roku był także eliminacją mistrzostw Austrii. W 1998 roku stał się eliminacją mistrzostw Bułgarii. W 2003 roku YU Rally po raz ostatni był rundą mistrzostw Europy. W 2008 roku zmieniono nazwę rajdu na Serbia Rally. W latach 2016, 2018 i 2019 był także wliczany do cyklu mistrzostw Bośni i Hercegowiny.

## Zwycięzcy
| Rok  | Kierowca                                                            | Pilot                                                               | Samochód                                                            | Zespół                                                              |
| ---- | ------------------------------------------------------------------- | ------------------------------------------------------------------- | ------------------------------------------------------------------- | ------------------------------------------------------------------- |
| 1967 | Milivoje Božic                                                      | Dobrivoje Verović                                                   | Zastava 850 S                                                       | AMD Zastava Kragujevac                                              |
| 1968 | nie prowadzono klasyfikacji generalnej                              | nie prowadzono klasyfikacji generalnej                              | nie prowadzono klasyfikacji generalnej                              | nie prowadzono klasyfikacji generalnej                              |
| 1969 | Jovica Paliković                                                    | Z. Novak                                                            | Renault 8 Gordini                                                   |                                                                     |
| 1970 | Jovica Paliković                                                    | Nenad Juranić                                                       | Renault 8 Gordini                                                   |                                                                     |
| 1971 | Peter Hommel                                                        | Bernhard Malsch                                                     | Wartburg 353                                                        |                                                                     |
| 1972 | Raffaele Pinto                                                      | Gino Macaluso                                                       | Fiat 124 Spider                                                     | Fiat Auto Torino                                                    |
| 1973 | Donatella Tominz                                                    | Gabriela Mamolo                                                     | Fiat 124 Abarth Spider                                              |                                                                     |
| 1974 | Klaus Russling                                                      | Wolfgang Weiss                                                      | Porsche 911 Carrera RS                                              |                                                                     |
| 1975 | Maurizio Verini                                                     | Francesco Rossetti                                                  | Fiat 124 Abarth Rallye                                              |                                                                     |
| 1976 | Svatopluk Kvaizar                                                   | Jiří Kotek                                                          | Škoda 110 R                                                         | AZNP Škoda Mladá Boleslav                                           |
| 1977 | Miloslav Zapadlo                                                    | Jiří Motal                                                          | Škoda 130 RS                                                        | AZNP Škoda Mladá Boleslav                                           |
| 1978 | Svatopluk Kvaizar                                                   | Jiří Kotek                                                          | Škoda 130 RS                                                        | AZNP Škoda Mladá Boleslav                                           |
| 1979 | Václav Blahna                                                       | Jiří Motal                                                          | Škoda 130 RS                                                        | AZNP Škoda Mladá Boleslav                                           |
| 1980 | Attila Ferjáncz                                                     | János Tandari                                                       | Renault 5 Alpine                                                    | VOLÁN SC Budapest                                                   |
| 1981 | Błażej Krupa                                                        | Piotr Mystkowski                                                    | Renault 5 Turbo                                                     |                                                                     |
| 1982 | Branislav Küzmič                                                    | Rudi Šali                                                           | Renault 5 Alpine                                                    | ARD Kompas - Hertz                                                  |
| 1983 | Heinz Klausner                                                      | Ruben Zeltner                                                       | Porsche 911 SC                                                      | MIG Linz                                                            |
| 1984 | Franz Wittmann                                                      | Jörg Pattermann                                                     | Audi Quattro A2                                                     | Funkberater Racing Team                                             |
| 1985 | Jochi Kleint                                                        | Werner Hohenadel                                                    | Volkswagen Golf II GTi                                              | Volkswagen Motorsport                                               |
| 1987 | Kalevi Aho                                                          | Serdar Bostanci                                                     | Renault 11 Turbo                                                    |                                                                     |
| 1988 | Branislav Küzmič                                                    | Janez Banič                                                         | Renault 5 GT Turbo                                                  | ARD Kompas - Hertz                                                  |
| 1989 | Branislav Küzmič                                                    | Janez Banič                                                         | Renault 5 GT Turbo                                                  | AŠ IMV Renault                                                      |
| 1990 | Branislav Küzmič                                                    | Marjan Ramovž                                                       | Renault 5 GT Turbo                                                  | AŠ IMV Renault                                                      |
| 1991 | Serdar Bostanci                                                     | Cihat Gürkan                                                        | Ford Sierra RS Cosworth 4x4                                         | BP Motorsport                                                       |
| 1992 | Vićentije Savić                                                     | Dragan Plakalović                                                   | BMW M3 E30                                                          |                                                                     |
| 1993 | Georgi Petrow                                                       | Iwan Tonew                                                          | Volkswagen Golf GTi 16V                                             |                                                                     |
| 1994 | Georgi Petrow                                                       | Iwan Tonew                                                          | Ford Escort RS Cosworth                                             |                                                                     |
| 1995 | Georgi Petrow                                                       | Iwan Tonew                                                          | Ford Escort RS Cosworth                                             |                                                                     |
| 1996 | Georgi Petrow                                                       | Iwan Tonew                                                          | Ford Escort RS Cosworth                                             |                                                                     |
| 1997 | Volkan Işık                                                         | Ilham Dökümcü                                                       | Ford Escort WRC                                                     | Marlboro Ford Mobil Racing Team                                     |
| 1998 | Stojan Kolew                                                        | Rumen Manołow                                                       | Ford Escort RS Cosworth                                             | Prista Oil Rally Team                                               |
| 1999 | Ercan Kazaz                                                         | Cem Bakançocukları                                                  | Nissan Almera Kit Car                                               | Nissan Motorsport Turkey                                            |
| 2000 | Dimityr Petrow                                                      | Petar Siwow                                                         | Peugeot 306 Maxi                                                    | Boyla Automotorsport                                                |
| 2001 | Dimityr Petrow                                                      | Petar Siwow                                                         | Peugeot 306 Maxi                                                    | Boyla Automotorsport                                                |
| 2002 | Krum Donczew                                                        | Rumen Manołow                                                       | Peugeot 306 Maxi                                                    | ASK Avtotransport                                                   |
| 2003 | Andrej Jereb                                                        | Miran Kacin                                                         | Seat Ibiza Kit Car Evo2                                             | Sava Seat Racing                                                    |
| 2004 | Andrej Jereb                                                        | Miran Kacin                                                         | Subaru Impreza STi N10                                              | Sava Racing                                                         |
| 2005 | Krum Donczew                                                        | Stojko Wyłczew                                                      | Subaru Impreza STi N10                                              | Interspeed Nova Generazia                                           |
| 2006 | Dimityr Iliew                                                       | Janaki Janakiew                                                     | Mitsubishi Lancer Evo IX                                            | Boyla Automotorsport                                                |
| 2007 | Dimityr Iliew                                                       | Janaki Janakiew                                                     | Mitsubishi Lancer Evo IX                                            | Boyla Automotorsport                                                |
| 2008 | Krum Donczew                                                        | Stojko Wyłczew                                                      | Peugeot 207 S2000                                                   | Prista Oil Rally Team                                               |
| 2009 | Jasen Popow                                                         | Nikola Popow                                                        | Mitsubishi Lancer Evo IX                                            | M-Tel Rally Team                                                    |
| 2010 | Mikko Hirvonen                                                      | Jarmo Lehtinen                                                      | Ford Focus RS WRC '09                                               | BP Ford Abu Dhabi WRT                                               |
| 2011 | Dimityr Iliew                                                       | Janaki Janakiew                                                     | Škoda Fabia S2000                                                   | Vivacom Rally Team                                                  |
| 2012 | Krum Donczew                                                        | Petyr Jordanow                                                      | Peugeot 207 S2000                                                   | Globul Rally Team                                                   |
| 2013 | odwołany z powodu niespełnienia wymogów policji przez organizatorów | odwołany z powodu niespełnienia wymogów policji przez organizatorów | odwołany z powodu niespełnienia wymogów policji przez organizatorów | odwołany z powodu niespełnienia wymogów policji przez organizatorów |
| 2014 | Krum Donczew                                                        | Petyr Jordanow                                                      | Ford Fiesta R5                                                      | Globul Rally Team                                                   |
| 2015 | Murat Bostanci                                                      | Onur Vatansever                                                     | Ford Fiesta S2000                                                   | Castrol Ford Team Türkiye                                           |
| 2016 | Płamen Stajkow                                                      | Dawit Kwaracchelia                                                  | Mitsubishi Lancer Evo IX                                            | Staykov Racing                                                      |
| 2017 | Orhan Avcioglu                                                      | Burcin Korkmaz                                                      | Ford Fiesta R5                                                      | Toksport WRT                                                        |
| 2018 | Dan Girtofan                                                        | Tudor Mârza                                                         | Škoda Fabia R5                                                      | Prorally Team Brasov                                                |
| 2019 | Dušan Borković                                                      | Igor Marković                                                       | Škoda Fabia Rally2 evo                                              | NIS Petrol Racing Team                                              |
| 2020 | Dušan Borković                                                      | Igor Marković                                                       | Škoda Fabia Rally2 evo                                              | NIS Petrol Racing Team                                              |
| 2021 | Mirosław Angełow                                                    | Georgi Gadżiew                                                      | Škoda Fabia Rally2 evo                                              | Megaport                                                            |